# 파티마 (2015년 영화)
《파티마: 엄마의 일기》(Fatima)는 캐나다에서 제작된 필립 포콩 감독의 2015년 드라마, 가족 영화이다. 소리아 제루알 등이 주연으로 출연하였다.

## 출연

### 주연
- 소리아 제루알
- 지타 한롯
- 켄자 노아 애쉬

### 조연
- 프랭크 앙드리외

## 기타
- 각색: 필립 포콩